# Bartolomeo de Luci

Stemma de Luci (o Luce) (A. M. di Casalgerardo, Nobiliario di Sicilia, Bologna, 1912–1915)

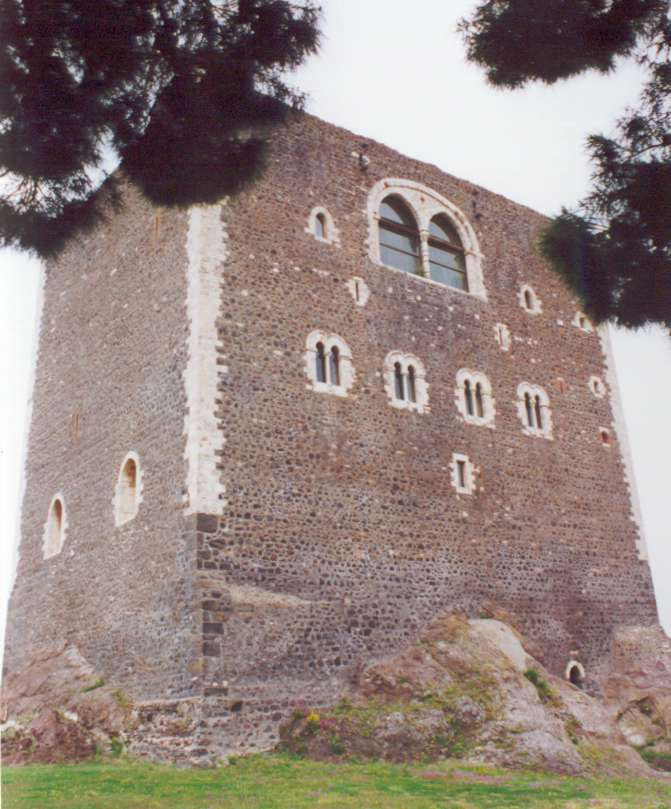
Castello normanno di Paternò

Bartolomeo de Luci, (inglese Bartholomew de Lucy, francese Barthélémy de Lucy) (1115 ? – 1200), è stato un nobile normanno, conte di Paternò, conte di Butera e Maestro Giustiziere della Calabria.

## Biografia
Il conte Bartolomeo de Luci, primogenito della famiglia de Luci, casata normanna originaria di Lucy , vicino a Dieppe in Alta Normandia , trapiantata nell'Italia del sud nella seconda metà dell'XI secolo, era figlio del barone Giosberto de Luci (in francese: Josbert de Lucy; in latino: Josbertus de Luci o Gosbertus de Luci) che apparteneva a uno dei più importanti lignaggi della normandia ducale . 
Giosberto de Luci aveva sposato Muriella di Altavilla, figlia terzogenita del sovrano normanno il Gran Conte Ruggero I d'Altavilla e di Eremburga di Mortain, anch'essa di stirpe normanna discendente dei conti di Mortain. Dal matrimonio tra Giosberto e Muriella, oltre a Bartolomeo, nacque anche Alfonso de Luci (in latino: Anfusus de Luci) che descrisse sé stesso in un documento del 1171 come "consanguineo" del re Guglielmo .
Bartolomeo de Luci sposò Desiderata Policastro figlia del conte Goffredo, terzogenito di Silvestro, Conte di Ragusa, discendente della famiglia reale normanna. Bartolomeo e Desiderata ebbero una figlia, Margherita, che andò in sposa in prime nozze a Guglielmo Malcovenant  e in seconde nozze a Pagano de Parisio .
Nel 1194 Bartolomeo de Luci fondò l'abbazia cistercense di Santa Maria di Roccamadore a Tremestieri vicino a Messina, su modello dell'abbazia francese di Santa Maria di Rocamadour nei pressi di Quercy. L'abbazia fu dotata di rendite, ed è lo stesso Bartolomeo de Luci a informarci che fu spinto da un voto solenne fatto durante la sua peregrinazione.
Fu nominato conte di Butera e conte di Paternò da Enrico VI di Svevia nel 1193. Alla morte di Bartolomeo de Luci la contea di Butera fu ereditata dal genero, Guglielmo Malcovenant, mentre la contea di Paternò fu ridotta a semplice feudo e passò dapprima ai conti di Butera, e successivamente a Beatrice Lanza, appartenente a un'antica famiglia di origine aleramica, su investitura di Federico II di Svevia.
La famiglia baronale normanna de Luci, a cui appartenne il conte Bartolomeo, ebbe vari possedimenti feudali tra la Sicilia e la Calabria come riportato in vari documenti dell'epoca ed è attestata a partire dall'XI secolo anche nell'Inghilterra sotto il dominio normanno di Guglielmo il Conquistatore. Secondo alcuni studiosi non si può escludere che questi de Luci normanni (il cognome è riportato anche Lucij) abbiano dato il proprio nome al borgo calabrese di Luzzi , identificato in vari documenti come castellum Luci e castellum Luzi.